# Colonia Leopoldo Heredia
Colonia Leopoldo Heredia är en ort i Mexiko.   Den ligger i kommunen Ayala och delstaten Morelos, i den sydöstra delen av landet, 80 km söder om huvudstaden Mexico City. Colonia Leopoldo Heredia ligger 1 138 meter över havet och antalet invånare är 183.
Terrängen runt Colonia Leopoldo Heredia är kuperad västerut, men österut är den platt. Runt Colonia Leopoldo Heredia är det ganska tätbefolkat, med 239 invånare per kvadratkilometer. Närmaste större samhälle är Cuautla Morelos, 9,8 km norr om Colonia Leopoldo Heredia. Omgivningarna runt Colonia Leopoldo Heredia är en mosaik av jordbruksmark och naturlig växtlighet.